# Douglas Smith (acteur)
Douglas Smith (Toronto, 22 juni 1985) is een Canadees acteur. Hij is vooral gekend van zijn hoofdrol in de HBO-serie Big Love.

## Biografie
Hij is een zoon van de Amerikaanse Terrea Oster en de Brit Maurice Smith, een producent van lowbudgetfilms. Hij is de broer van Gregory Smith.

## Filmografie
| Jaar | Film                           | Rol                | Opmerking                          |
| ---- | ------------------------------ | ------------------ | ---------------------------------- |
| 1997 | The Death Game                 | Tristan            | Film                               |
| 1999 | Blast from the Past            | Adam Webber        | 11-jarige Webber                   |
| 2002 | Trancers 6                     | Punk #1            |                                    |
| 2002 | Partners in Action             | Teddy              | Bij de aftiteling staat Doug Smith |
| 2003 | Lock her Room                  | Johnny             | Kortfilm                           |
| 2003 | Hangman's Curse                | Elijah Springfield |                                    |
| 2004 | Sleepover                      | Gregg              |                                    |
| 2004 | State's Evidence               | Scott              |                                    |
| 2005 | Rock the Paint                 | Josh               |                                    |
| 2005 | Santa's Slay                   | Nicolas Yuleson    |                                    |
| 2006 | Citizen Duane                  | Duane Balfour      |                                    |
| 2007 | Remember the Daze              | Pete               |                                    |
| 2012 | Antiviral                      | Edward Porris      |                                    |
| 2013 | The Boy who Smells like Fish   | Mica               |                                    |
| 2013 | Percy Jackson: Sea of Monsters | Tyson              | Film                               |
| 2009 | Someday We Will Get Married    | James              | Kortfilm                           |
| 2013 | Percy Jackson: Sea of Monsters | Tyson              |                                    |
| 2014 | Stage Fright                   | Buddy Swanson      |                                    |
| 2014 | Hard Drive                     | Ditch              |                                    |
| 2014 | Ouija                          | Pete               |                                    |
| 2015 | Terminator Genisys             | Eric Thompson      |                                    |
| 2016 | Miss Sloane                    | Alex               |                                    |
| 2017 | The Bye Bye Man                | Elliot             |                                    |
| 2017 | Bottom of the World            | Alex               |                                    |
| 2024 | Horizon: An American Saga      |                    |                                    |

## Erkentelijkheden
- 2005 - Nominatie voor de Young Artist Award Best Performance in a Feature Film met de film Sleepover.

- Bibliothèque nationale de France: cb14228217p (data)
- Gemeinsame Normdatei: 1138323047
- International Standard Name Identifier: 0000 0003 7433 7813
- Library of Congress Control Number: no2006118325
- Nationale Bibliotheek van Israël: 987007397306505171
- Nederlandse Thesaurus van Auteursnamen: 071784128
- Système universitaire de documentation: 171350758
- Virtual International Authority File: 4694555
- WorldCat: E39PBJjdbkgtYVTJJPJdmXhCQq